# Filippo Falco
Filippo Falco (Pulsano, 11 de febrero de 1992) es un futbolista italiano que juega de delantero en la Carrarese Calcio 1908 de la Serie B.
Es apodado el "Messi de Salento".

## Selección nacional
Falco fue internacional sub-20 en una ocasión con la selección italiana.

## Clubes
| Club                          | País    | Año       |
| ----------------------------- | ------- | --------- |
| U. S. Lecce                   | Italia  | 2010-2015 |
| A. C. Pavia (cedido)          | Italia  | 2011-2012 |
| Reggina 1914 (cedido)         | Italia  | 2013-2014 |
| S. S. Juve Stabia (cedido)    | Italia  | 2014      |
| Trapani Calcio (cedido)       | Italia  | 2014-2015 |
| Bologna F. C. 1909            | Italia  | 2015-2018 |
| A. C. Cesena (cedido)         | Italia  | 2016      |
| Benevento Calcio (cedido)     | Italia  | 2016-2017 |
| A. C. Perugia (cedido)        | Italia  | 2017-2018 |
| Delfino Pescara 1936 (cedido) | Italia  | 2018      |
| U. S. Lecce                   | Italia  | 2018-2021 |
| Estrella Roja de Belgrado     | Serbia  | 2021-2024 |
| Cagliari Calcio (cedido)      | Italia  | 2022-2023 |
| CFR Cluj                      | Rumania | 2024      |
| Carrarese Calcio 1908         | Italia  | 2024-     |

## Palmarés

### Títulos nacionales
| Título              | Club                      | País   | Año  |
| ------------------- | ------------------------- | ------ | ---- |
| Superliga de Serbia | Estrella Roja de Belgrado | Serbia | 2021 |
| Copa de Serbia      | Estrella Roja de Belgrado | Serbia | 2021 |
| Superliga de Serbia | Estrella Roja de Belgrado | Serbia | 2022 |
| Copa de Serbia      | Estrella Roja de Belgrado | Serbia | 2022 |